# Куренівка (село)
Курені́вка — село в Україні, у Чечельницькій селищній громаді Гайсинського району Вінницької області. До 2020 року — адміністративний центр Куренівської сільської ради Чечельницького району. Наприкінці XVII — на початку XX ст. — важливий духовний центр старообрядців Білокриницької ієрархії, у 1859—1935 рр. — офіційна резиденція старобрядських єпископів Балтських.

## Історія

### Від заснування села до початку XX століття
Перша письмова згадка про заснування с. Куренівка козаками належить до другої чверті XVII ст. В 70-х рр. цього століття біля козацьких куренів російські старообрядці заснували чоловічий монастир.
Наприкінці XVII–XVIII ст. село належало польським магнатам Любомирським, наприкінці XVIII — у середині XIX ст. — українським графам Гудовичам, у другій половині ХІХ — на початку XX ст. — російським князям Орловим.

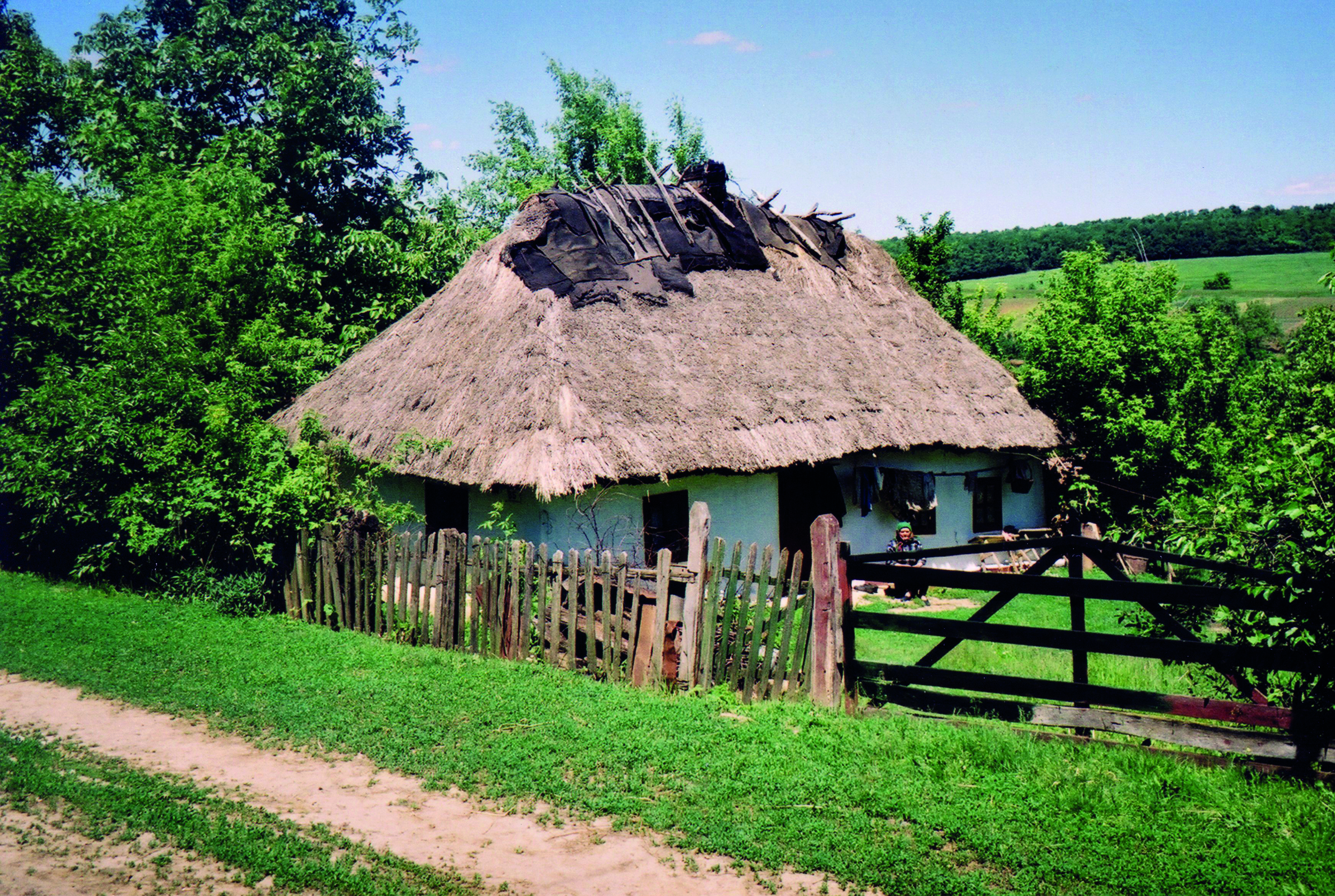
Традиційне житло українців у с. Куренівка

Першою в Куренівці була заселена Галашівка, де мешкали козаки, які згодом заселили Гарачівку. На захід від села був відкритий козацький цвинтар, за яким старообрядці облаштували своє кладовище. Назва села «Куренівка» або «Коренівка», остаточно закріпилася за населеним пунктом у 70-х рр. XVIII ст. Деякий час село носило назву «Пилипи», від імені пилипонів (старообрядців), які втекли з Росії внаслідок жорстоких переслідувань самодержавного уряду.
Поблизу козацьких «куренів», які виконували функцію своєрідної фортеці, що охороняла монастир та поселення від набігів татар, турків та інших збройних угруповань, росіяни заснували слободу. Російське населення Куренівки, на відміну від мешканців українських сіл, не було закріпаченим, оскільки старообрядці на Поділлі кріпацтва не знали. Коли помістя перейшло у власність І. В. Гудовича, то останній зажадав перетворити вільних людей на кріпаків, на що у відповідь старовіри масово залишили село. За розпорядженням поміщика в Куренівку переселили кріпаків з Чечельника, Кривецького, Вербки, Попової Греблі, Бритавки та Івашкова. Проте чоловічий монастир не припинив свого функціонування. Для підтримки його життєдіяльності упродовж XIX ст. в село переселилися нові групи старообрядців. Як правило, вони були прописані до найближчих міст Подільської губернії, зокрема Ольгополя, Ямполя та Брацлава, серед них траплялися й такі, які були міщанами Чернігова, Вербівця Подільської губернії, Хотина Бессарабської губернії.
У 40-х роках XVII ст. та після 1714 року Куренівка входила до Чечельницького ключа Брацлавського воєводства Речі Посполитої, з 1648 року — до Брацлавського, Чечельницького полку Війська Запорозького, з кінця XVIII — до початку XX ст. — до Ольгопільського повіту Подільської губернії Російської імперії, у 20-х роках XX ст. — до Тульчинської округи, з лютого 1932 року — у складі Вінницької області.

### Міжвоєнний період
Соціальне становище куренівчан значно погіршилося після жовтневого перевороту, коли безвладдя та перехід влади з рук у руки спричинили появу низки банд, які грабували не лише підприємства, монастирі, але й жителів села.
У 1919 р. у Куренівці було створено революційний комітет та комітет бідноти, проведено облік землі, яка належала Селянському банку. У 1920 р., під натиском більшовицької влади, почав формуватися комітет незаможних селян для захисту інтересів бідноти та середняків. Поряд з КНС було створено Куренівський виконавчий комітет, який до створення сільської ради зосереджував у своїх руках усю повноту влади. 19 жовтня 1923 р. створено Куренівську сільську раду (профункціонувала до 1977 р. й була приєднана до Вербської сільської ради). Роботу сільської ради відновлено 23 грудня 1990 р.
Починаючи з 1924 р. на погіршення життєвого рівня сельчан вплинуло закриття старообрядських монастирів, а жорстка антирелігійна кампанія більшовиків призвела низки соціальних негараздів.
У 1929 р. у селі розпочалася колективізація одноосібних господарств, створено колгоспи ім. Ілліча та «Червоне поле», відбувся примусовий запис жителів села в колгоспи. Для вилучення хліба у населення організовано спеціальні бригади. У 1932—1933 рр. «активісти» вилучили у куренівчан продукти харчування, внаслідок чого спричинено голод, від якого померло понад 400 мешканців села (або близько 25 %). В 20–40-ві рр. XX ст. кількість населення Куренівки скоротилася на тисячу осіб, або майже у два рази.

### Друга Світова війна

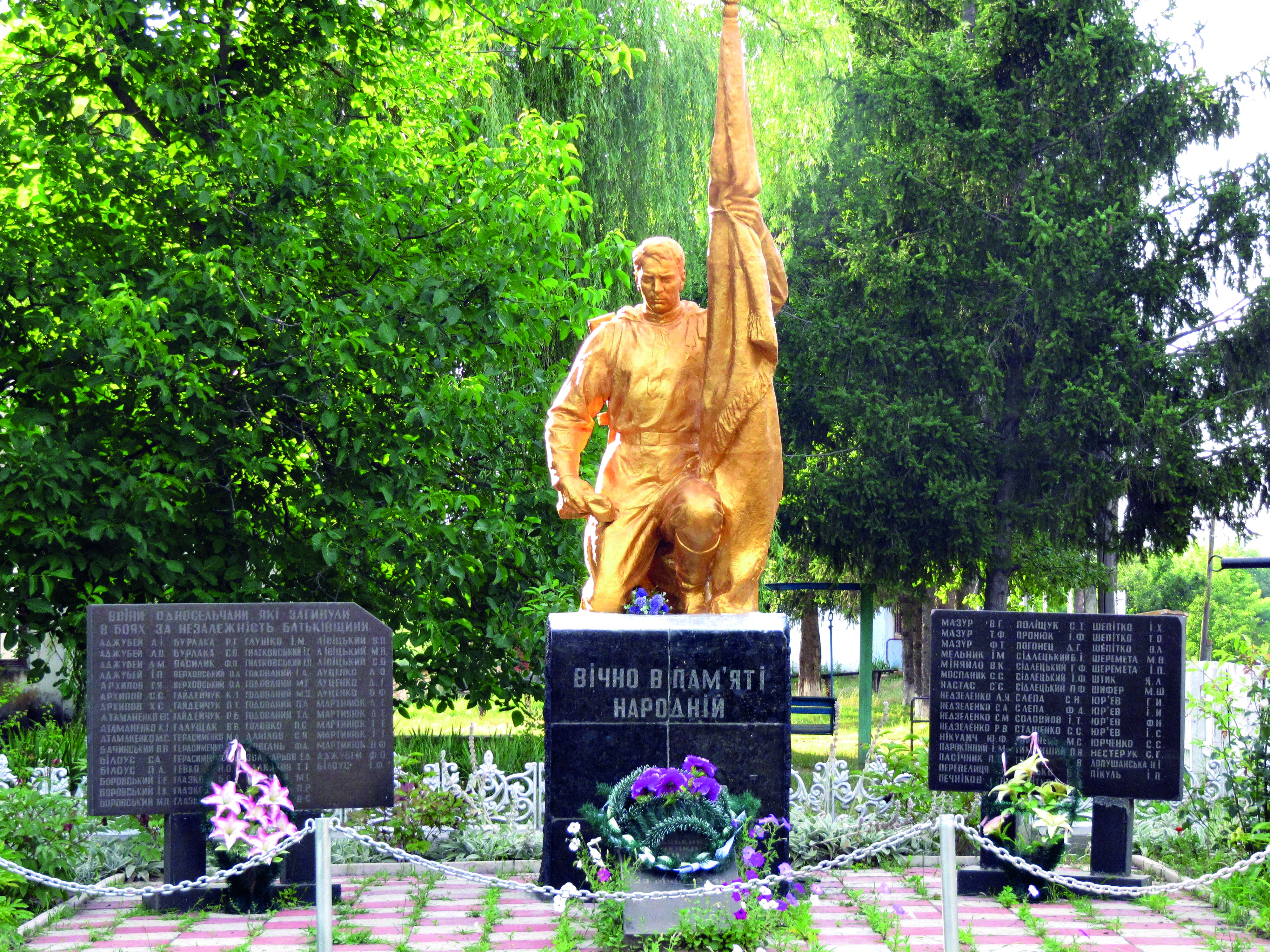
Пам'ятник воїнам, полеглим у роки Другої Світової війни в с. Куренівка

У роки німецько-радянської війни на фронтах загинуло 109 куренівчан, 43 односельці повернулися в село інвалідами. Під час війни встановлено румунську окупаційну владу, що надала жителям свободу віросповідання, однак посилила економічну експлуатацію. Молоді активісти розгорнули активну підпільну роботу. 23 січня 1943 р. Кавалерійська бригада ім. В. І. Леніна дала німецьким окупантам бій, під час якого фашисти втратили близько 200 бійців та багато зброї. 16 березня 1944 р. Уманська стрілецька дивізія звільнила село від німецько-фашистських і румунських загарбників. У 1953 р. на братській могилі встановлено пам'ятник загиблим партизанам. Кілька десятків куренівчан, які брали участь у бойових діях на фронтах війни, відзначено державними нагородами. Війна завдала значних збитків господарству села.

### Куренівка у 1944—1990рр.
Незважаючи на істотні втрати, після війни колгосп швидко відновив діяльність. У 60-х рр. XX ст. господарство по багатьох показниках посідало провідні позиції в Чечельницькому районі. У 1959 р. в Куренівці відкрили відділення зв'язку, завершили радіофікацію села, розпочали будувати Будинок культури та ферм для худоби. Куренівський колгосп спеціалізувався на вирощуванні та відгодівлі молодняка великої рогатої худоби, у господарстві нараховувалося близько 1,5 тис. телят. Колгосп лідирував у районі при виконанні польових робіт, зокрема з прориву та рихлення ґрунту на плантаціях цукрових буряків і кукурудзи, копання цукрового буряка, збирання кукурудзи, сівбі озимих, оранці зябу, скиртуванні соломи. Чималою заслугою куренівчан було те, що Чечельницький район успішно справився з планом продажу державі м'яса.
У 1963 р. Куренівку приєднали до колгоспу ім. Калініна с. Вербка. На базі господарства створили комплексну бригаду № 3, до складу якої ввійшли тракторна бригада і молочно-тваринницька ферма. Ліквідація самостійного колгоспу призвела до розбалансування господарства, зниження трудової дисципліни, падіння продуктивності праці, стала однією із причин виїзду молоді У 1970 р. закінчено будівництво Будинку культури та сільської бібліотеки. В 1976 р. завершено спорудження нових приміщень фельдшерсько-акушерського пункту, торговельного комплексу, водогону по вул. Партизанській, вимощено бруківку центральною вулицею села. У 1977 р. побудовано дорогу з твердим покриттям, що з'єднала Куренівку з Вербкою.
У 1990 р. в Куренівці була відновлена діяльність самостійного колгоспу «Прогрес». За короткий час споруджено тваринницький комплекс для великої рогатої худоби, тракторну майстерню, заправку, критий тік, фельдшерсько-акушерський пункт, ЗАВ-25 для очистки та просушення збіжжя, проведено телефонізацію.

### У Незалежній Україні
У 1998 р. у селі ускладнилася економічна криза. Працівникам місцевих закладів не виплачували заробітної плати, не виділяли коштів на закупівлю медикаментів, у КСП виникла складна ситуація із закупівлею паливно-мастильних матеріалів, не виконувалися завдання з формування бюджету сільської ради. У 2000 р. на базі КСП «Прогрес» створено Агрофірму «Куренівка», яку в 2009 р. реорганізовано в ПП «Агрофірма Куренівська». Успішно стали розвиватися фермерські господарства, зокрема, С. І. Сташенка.
12 червня 2020 року, відповідно розпорядження Кабінету Міністрів України № 707-р «Про визначення адміністративних центрів та затвердження територій територіальних громад Вінницької області», село увійшло до складу Чечельницької селищної громади.
17 липня 2020 року, в результаті адміністративно-територіальної реформи і ліквідації Чечельницького району, село увійшло до складу Гайсинського району.

## Релігія

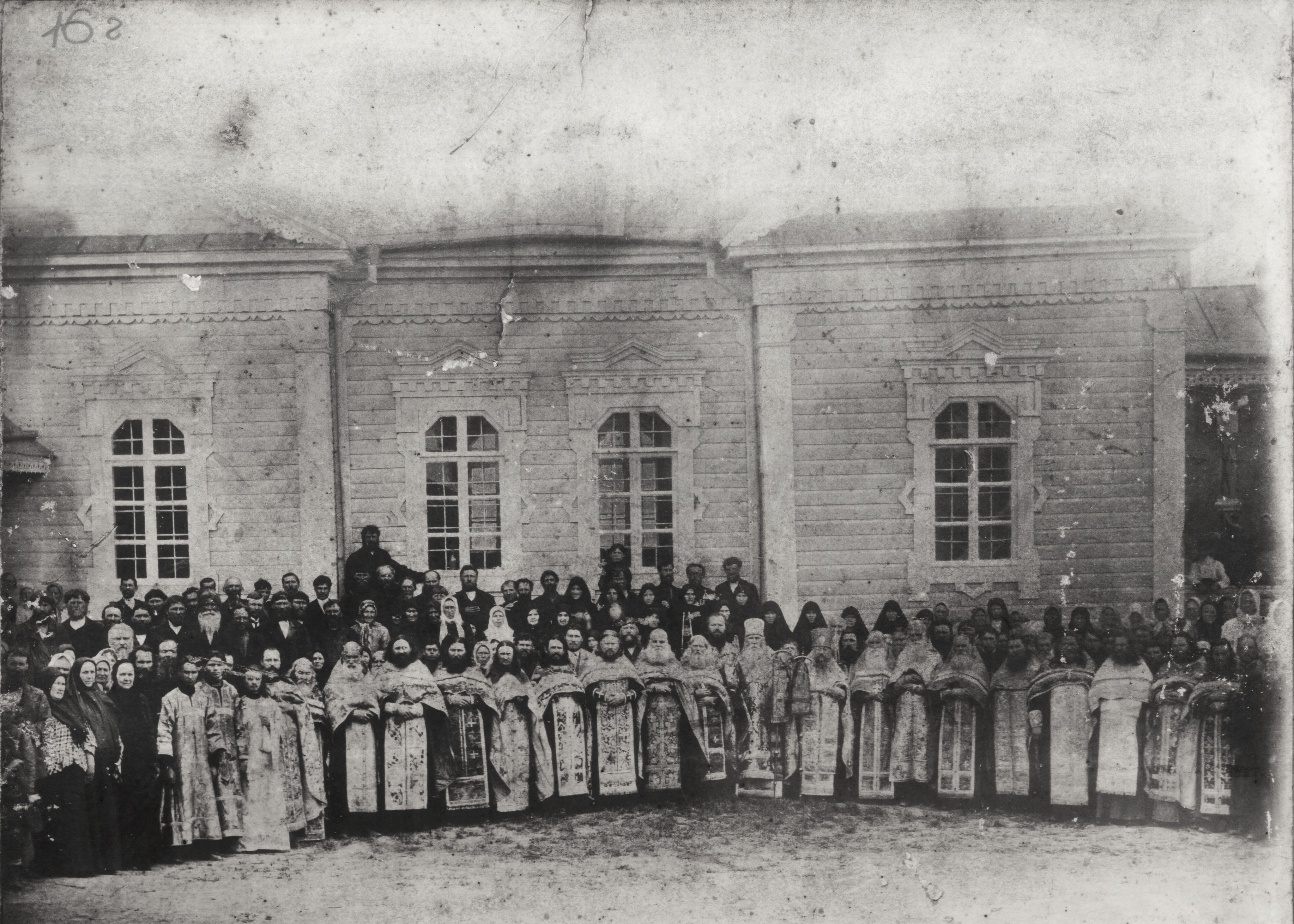
Освячення Ніколо-Успенського храму старообрядського монастиря в с. Куренівка у 1916 році

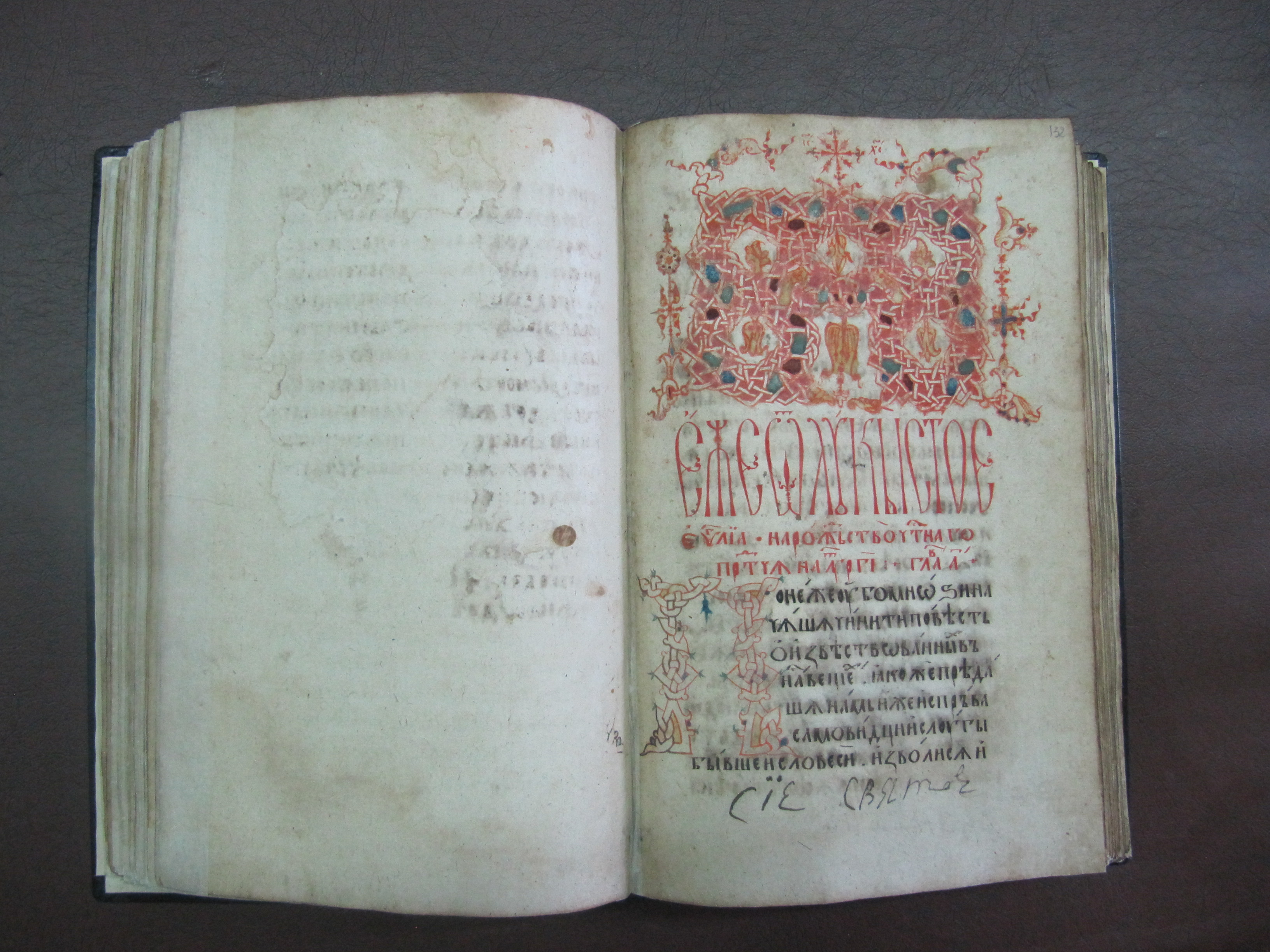
Куренівське Євангеліє. Рукопис 2-ї чверті XVII ст. ВР Біблиотеки РАН. Білокриницьке зібрання

### Старообрядські монастирі
У 70-х роках XVII ст. біля козацьких куренів російські старообрядці заснували чоловічий монастир в честь святого Миколи Чудотворця. У 20-х роках XIX ст. Нікольський монастир брав участь пошуках православного архієрея, котрий був охочий перейти в старообрядство. Після заснування Білокриницької церковної ієрархії Куренівський чоловічий монастир стає одним з основних постачальників кандидатів у єпископи, він успішно протистояв діям російського уряду у введенні єдиновірства. 1860 року Нікольський монастир став офіційною резиденцією старообрядських єпископів Балтських, а після підписання «Окружного послання» — основним протиокружницьким центром Російської імперії. Наприкінці XVIII ст. в Куренівці старообрядці засновували Успенський старожіночий монастир, який дотримувався протиокружницьких поглядів. 1906 року протиріччя навколо «Окружного послання» спричинили будівництво третього окружницького (Ніколо-Успенського) новожіночого монастиря. У 20-х роках XX ст. під тиском радянської влади монастирське життя в Куренівці занепало. Постановою Всеукраїнського центрального виконавчого комітету від 26 серпня 1924 року прийнято рішення про виселення ченців з їхніх будівель. 1935 року більшовики остаточно ліквідували старообрядські монастирі.

### Православні храми
У XVIII ст. в Куренівці не було православного храму офіційної Церкви, оскільки не існувало місцевої православної громади. Церкву відкрили в 20-х роках XIX ст., коли поміщик реорганізував старообрядський храм в православний. До 1869 року куренівським приходом опікувалася дочка А. І. Гудовича — Ганна, на честь ангела якої (зачаття святої Ганни) було освячено церкву. В 1881 році завершилося будівництво нового Покровського храму, який проіснував до 30-х років XX ст. і був закритий радянською владою.
У роки Другої світової війни богослужіння в храмі відновилося. Далі богослужіння в ній проводилися до 1959 року.
В 1970-ті роки було зірвано з куполів хрести й ліквідовано релігійну громаду. Храм передали у підпорядкування школи, яка використовувала його як складське приміщення. Віруючі задовольняли свої релігійні потреби у сусідній Вербці. Наприкінці 80-х років XX ст. постало питання про відродження куренівської церкви. Ініціатором цієї справи виступила Г. Н. Шепітко. В 1989 р. в храмі Покрови Пресвятої Богородиці відновлені богослужіння.

### Галерея

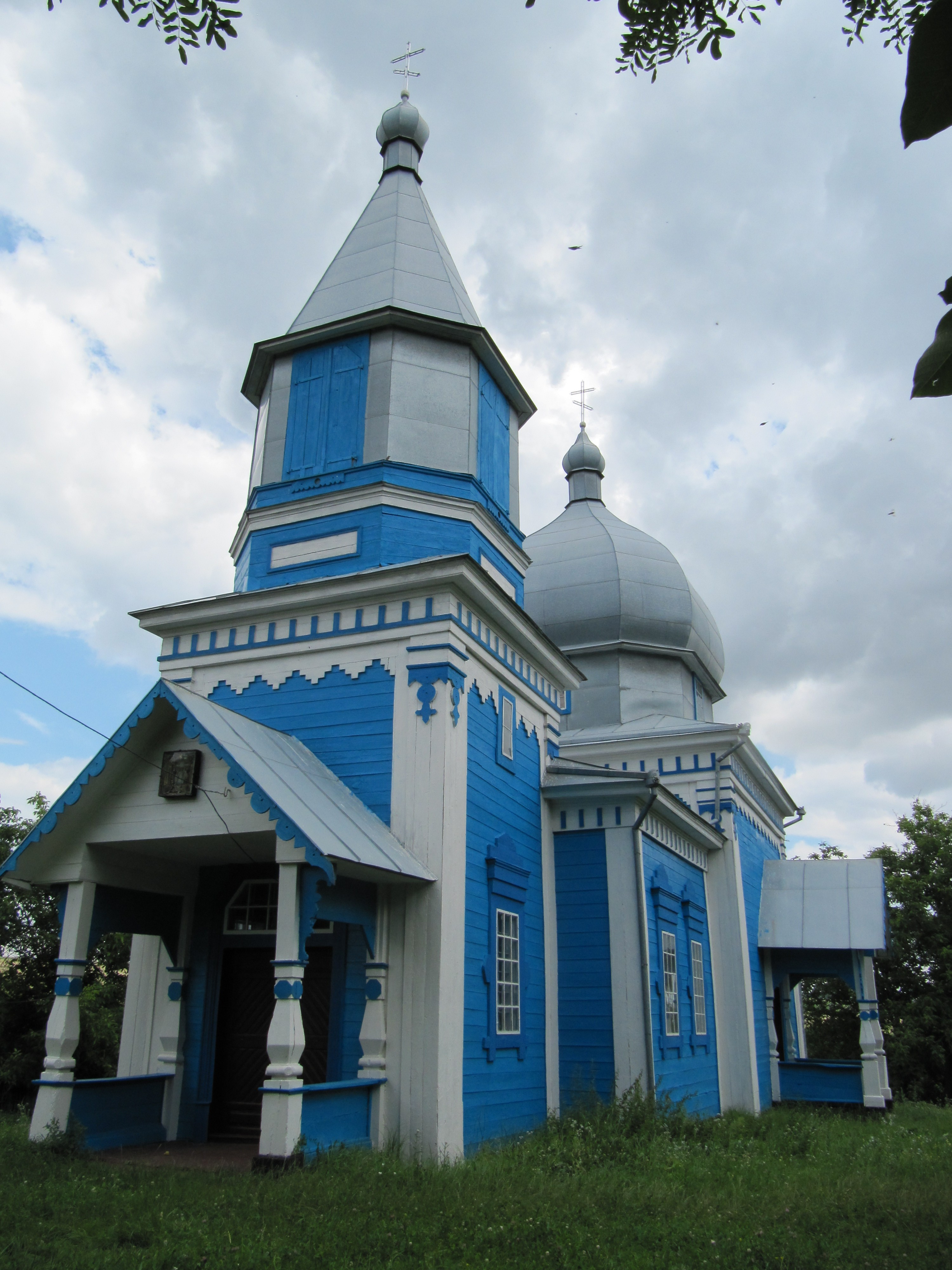
Храм Покрови Пресвятої Богородиці в с. Куренівка
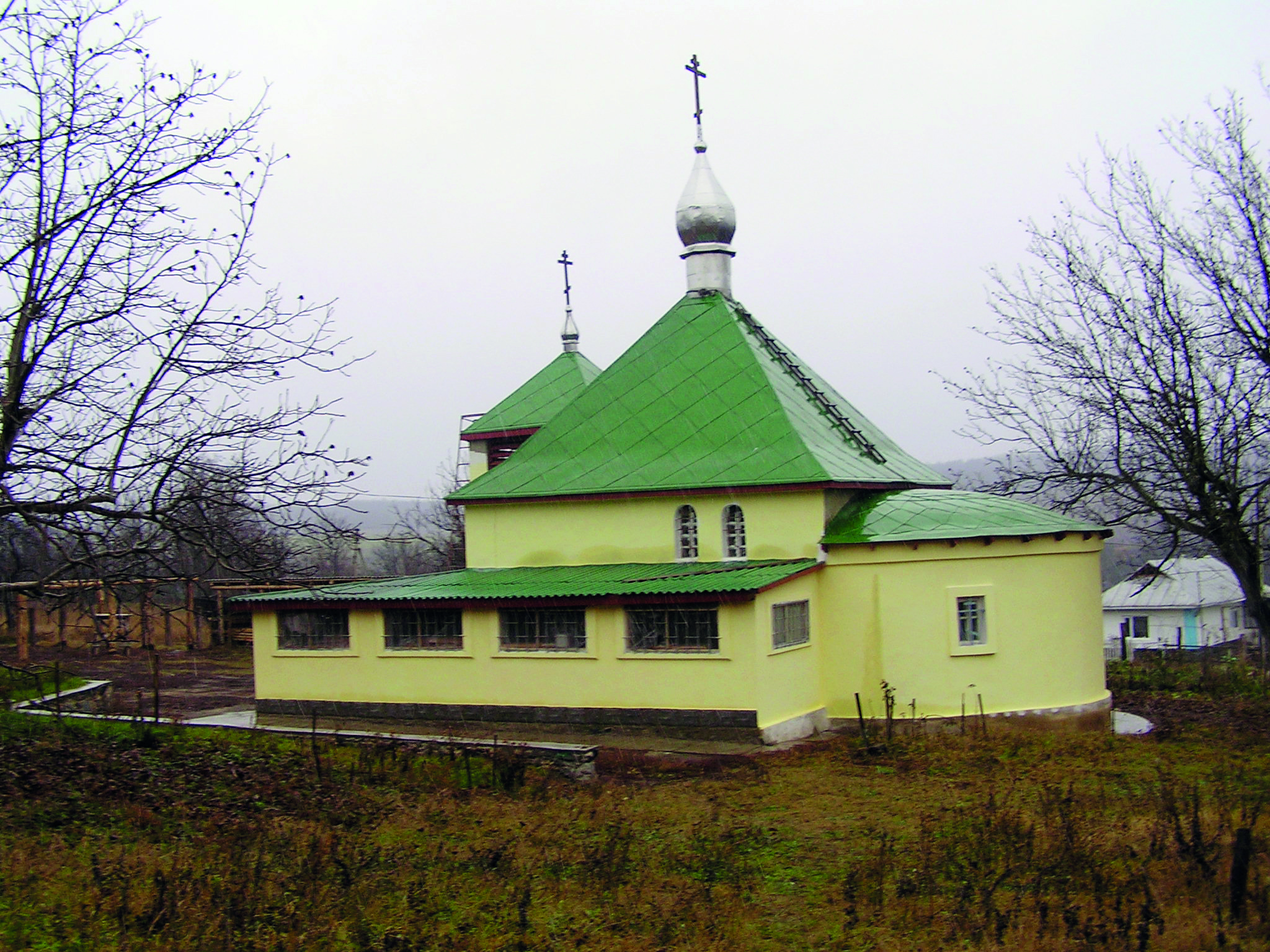
Старообрядський храм Успіння Пресвятої Богородиці в с. Куренівка
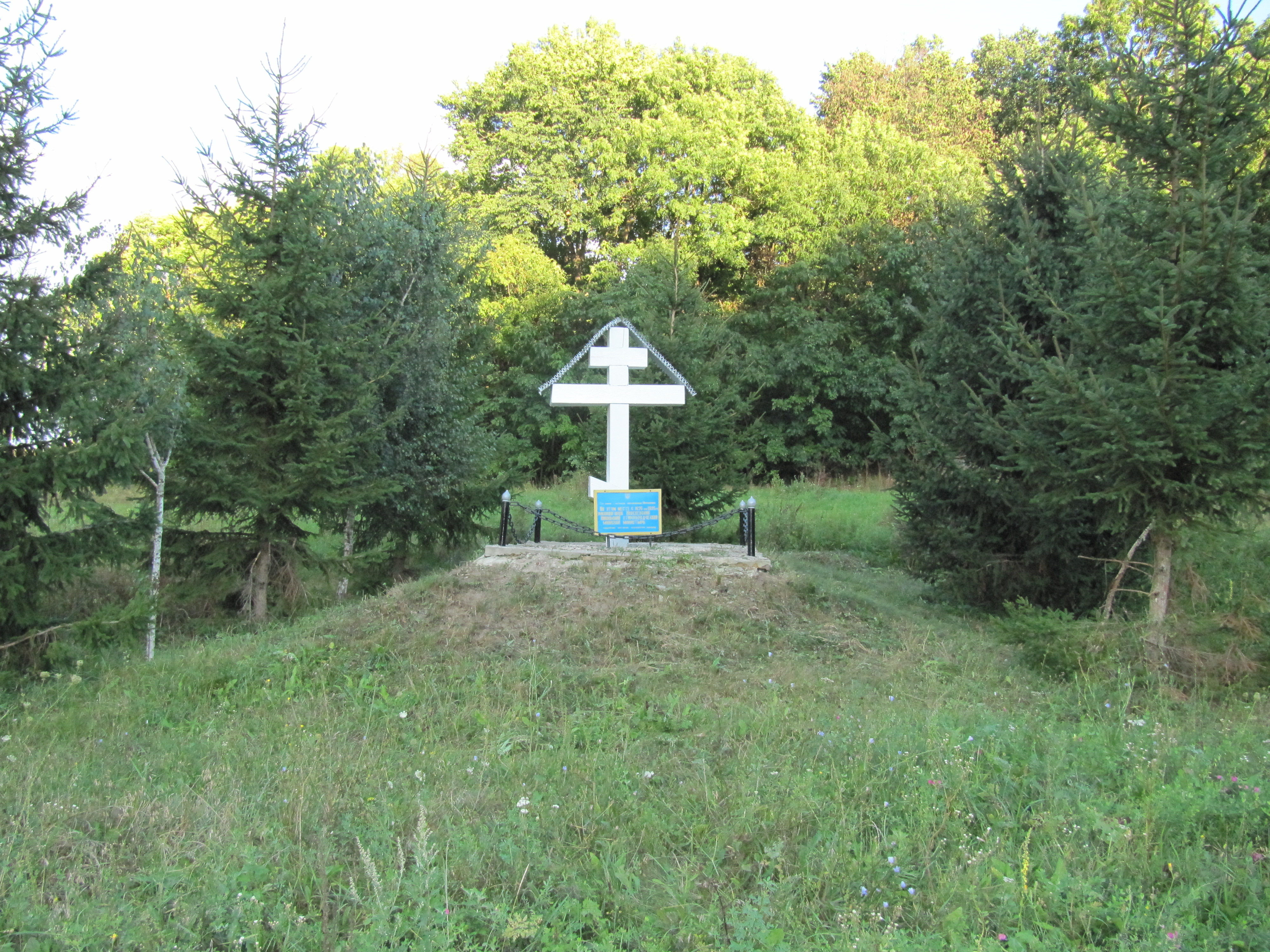
Пам'ятний знак на місці чоловічого монастиря в с. Куренівка

## Освіта
У 1883 р. в Куренівці відкрито церковно-приходську школу, при монастирях діяли школи церковнослов'янської грамоти. Зі встановленням радянської влади діяльність церковно-приходської та монастирських шкіл було припинено. У 1923 р. розпочала функціонувати початкова школа, а у 1930 р. — неповна середня школа, яка згодом отримала статус семирічної, а потім восьмирічної школи. У 2012 р. загальноосвітню школу було ліквідовано.

## Культура
У 1924 р. в Куренівці організовано клуб та вперше продемонстровано кінофільми. У 1970 р. відкрито Будинок культури при якому діяли лекторська група, шахматно-шашкова секція, хоровий, драматичний, образотворчий, музичний та художнього читання гуртки, випускалися «полівки», читалися лекції, проводилися бесіди, організовувалися танці. Широкого розмаху набула художня самодіяльність. Куренівчани виїжджали з виступами в інші села району, а на районних оглядах самодіяльності займали лідируючі місця.
У 1924 р. відкрито сільську бібліотеку. Щорічно її фонд поповнювався спеціальною та художньою літературою, організувалися пересувні бібліотеки на тваринницьких фермах та в тракторній бригаді. Учні старших класів розносили книги по домівках людям старшого віку. У бібліотеці готувалися книжкові виставки, проводилися літературні вечори, присвячені творчості Т. Г. Шевченка, читацькі конференції про життя і діяльність В. І. Леніна, відзначалися Дні трудової слави. У 80-х рр. істотно зріс бібліотечний фонд, який налічував близько 16 тис. примірників (або близько 30 книг на кожного жителя села). За високу професійність установі було присвоєно звання «Бібліотеки відмінної роботи».
2006 року проведено Міжнародну науково-практичну конференцію «Доля старообрядства в ХХ — на початку XXI ст.: історія та сучасність».

## Транспорт
За півтора кілометри від села знаходиться вузькоколійна станція Куренівка.

## Природоохоронні території

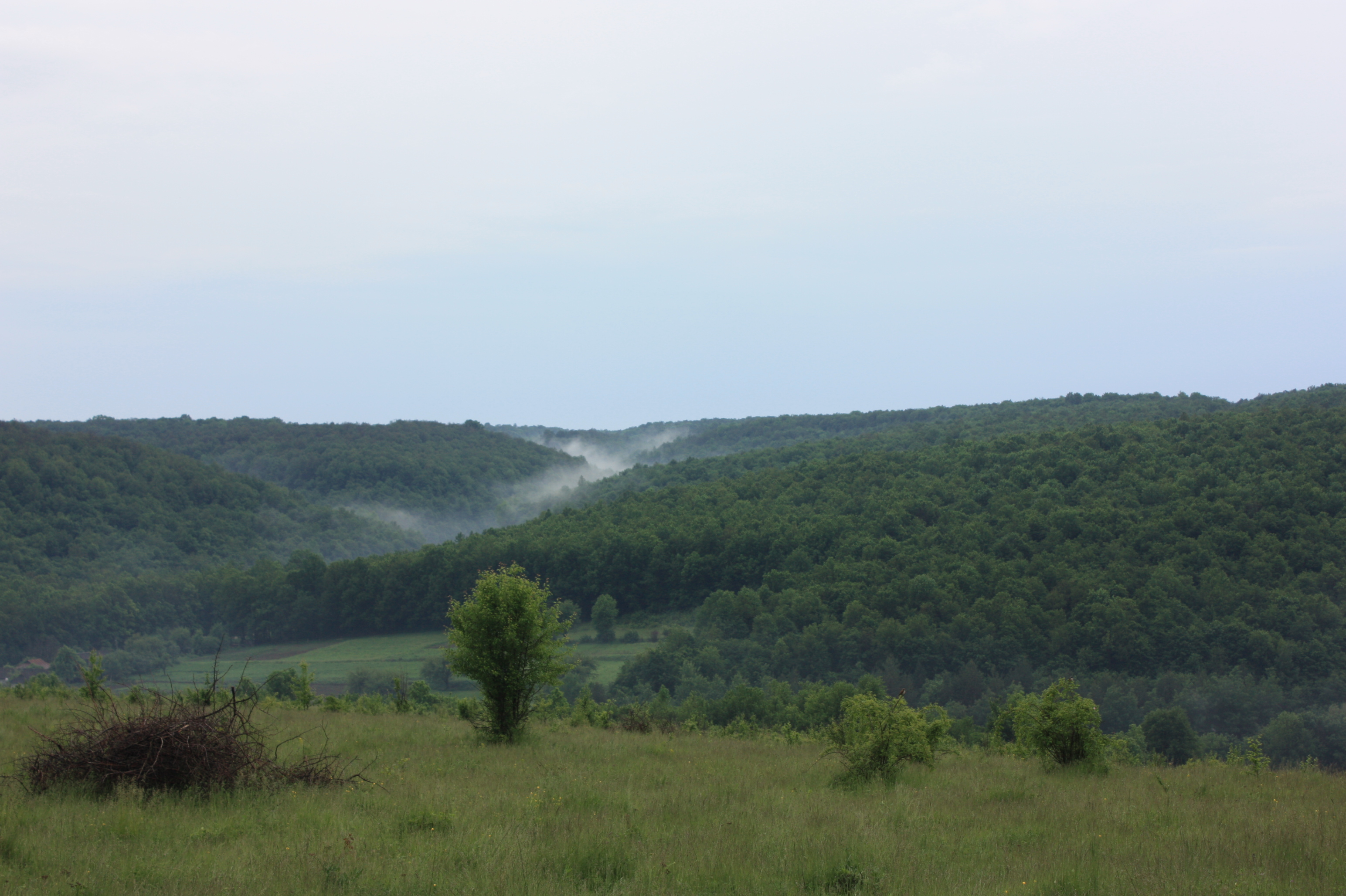
Ландшафти НПП «Кармелюкове Поділля»

1998 року на території Куренівської сільської ради створено Національний природний парк «Кармелюкове Поділля».

## Пам'ятки історії та культури
- Храм Покрови Пресвятої Богородиці
- Храм старообрядців Успіння Пресвятої Богородиці
- Пам'ятні знаки на місцях Куренівських старообрядських монастирів
- Вузькоколійка Рудниця — Гайворон Одеської залізниці
- Пам'ятник на могилі партизанів, загиблих у роки Другої світової війни

## Населення

### Мова
Розподіл населення за рідною мовою за даними перепису 2001 року:
| Мова       | Кількість | Відсоток |
| ---------- | --------- | -------- |
| українська | 418       | 95.22%   |
| російська  | 18        | 4.09%    |
| румунська  | 2         | 0.46%    |
| болгарська | 1         | 0.23%    |
| Усього     | 439       | 100%     |

## Відомі люди

Кавалер Георгіївських хрестів Афанасій Мартинович Таранець

В селі народилися:
- Глазков Іван Савович — засновник Вінницького ботанічного сад «Поділля».
- Золотарьов Василь Селівестрович[ru] (1908—1980) — учений-фізик, один з винахідників радянської атомної бомби, високозбагаченого урану-235 та літія-6 для термоядерної зброї, доктор технічних наук, підполковник, депутат Краснопресненської райради м. Москви, кавалер орденів Червоної Зірки, Вітчизняної війни І та II ступеня, Трудового Червоного Прапора, лауреат Сталінської премії II ступеня за 1953 р.
- Таранець Афанасій Мартинович — кавалер (золотого і двох срібних) Георгіївських хрестів.
- Мартинюк Трохим Андрійович — начальник відділу капітального будівництва Головного управління лісового господарства та заготівель при Раді Міністрів УРСР, керівник управління лісоексплуатації, управління лісозаготівель Міністерства лісового господарства УРСР
- Таранець Сергій Васильович (нар. 1970) — український історик, археограф, етнограф, славіст, краєзнавець південно-східного регіону Поділля.